# Dmitrij Narkisovič Mamin-Sibirjak
 Dmitrij Narkisovič Mamin-Sibirjak (rusky  Дмитрий Наркисович Мамин-Сибиряк; 25. říjnajul./ 6. listopadu 1852greg., osada u Visimošajtanské železárny, Permská gubernie, dnes Visim, Sverdlovská oblast – 2. listopadujul./ 15. listopadu 1912greg., Petrohrad) byl ruský prozaik a dramatik.

## Život

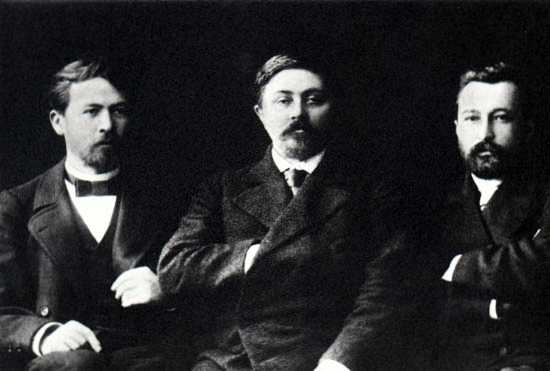
Čechov, Mamin-Sibirjak a Potapenko roku 1894.

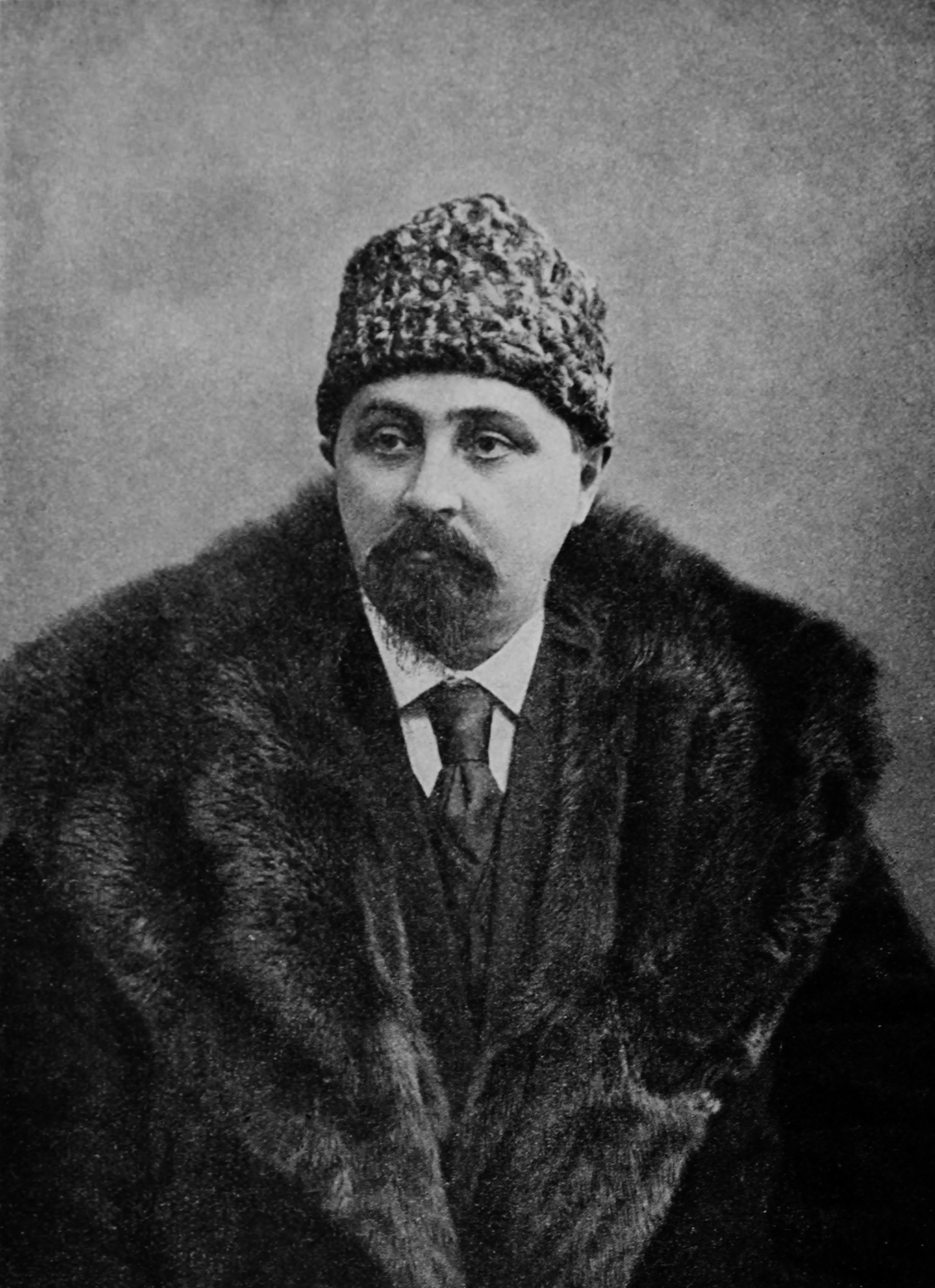
Mamin-Sibirjak kolem roku 1910

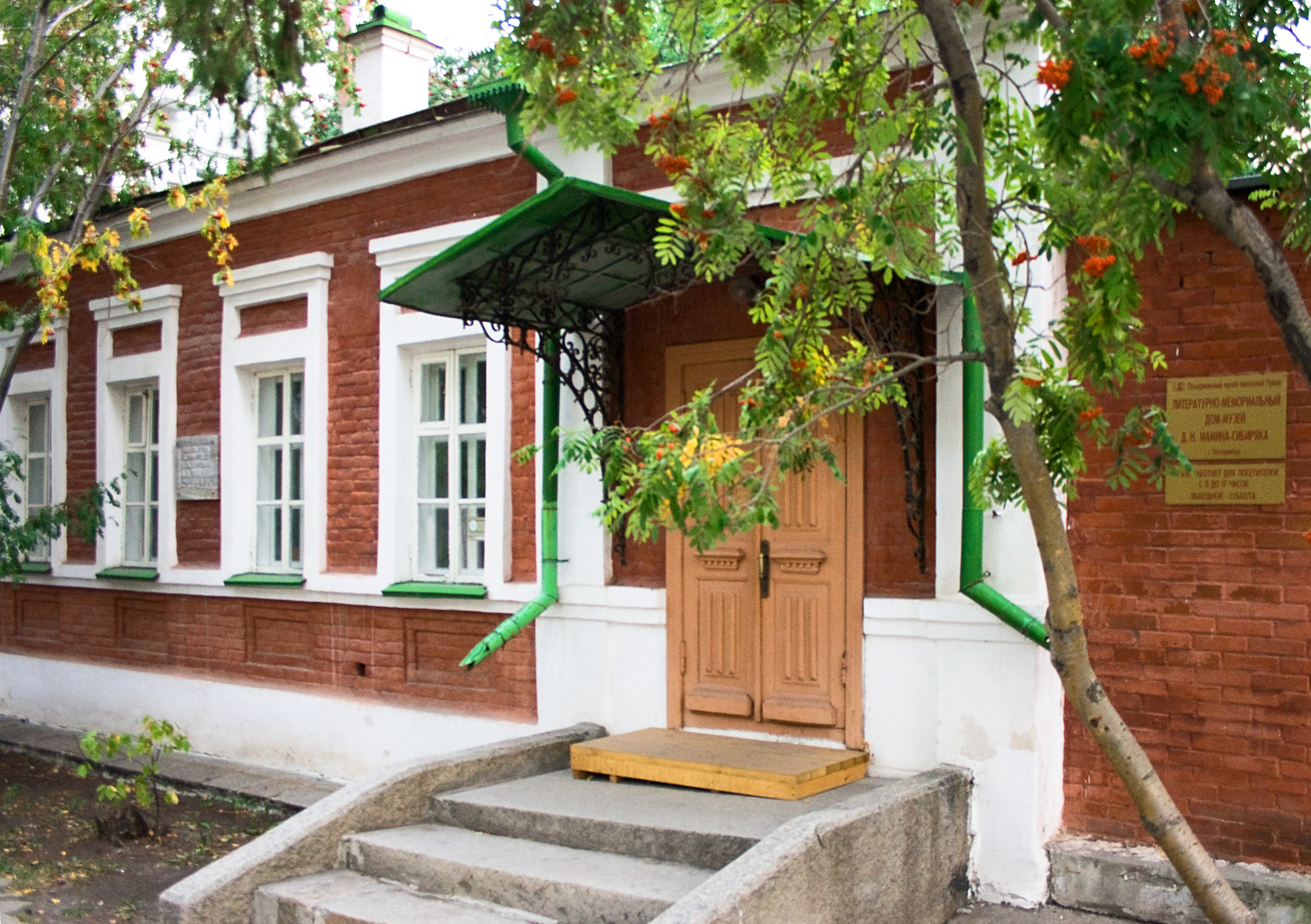
Dům Mamina-Sibirjaka
v Jekatěrinburgu

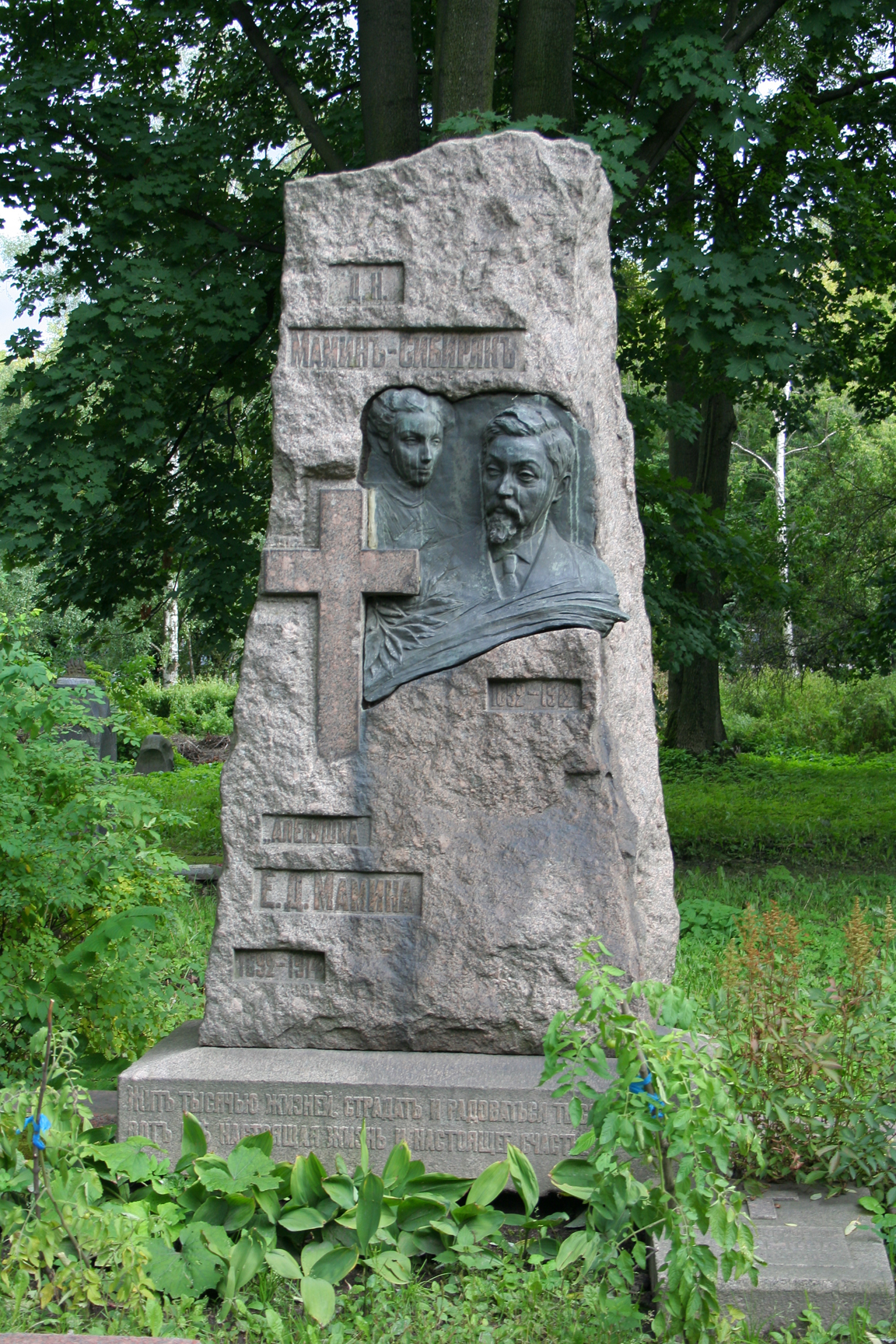
Hrob Mamina-Sibirjaka a jeho dcery na Volkovské hřbitově
v Petrohradě.

Narodil se roku 1852 na Urale v osadě u Visimo-Šajtanské železárny (asi 45 kilometrů od města Nižnij Tagil) v rodině duchovního Narkise Matvějeviče Mamina. Po absolvování místní školy pro zaměstnance továrny chtěl jeho otec, aby se stal také knězem. Proto začal roku 1866 studovat v Jekatěrinburgu na náboženské škole a od roku 1868 v teologickém semináři v Permu. Zde se seznámil s myšlenkami Nikolaje Gavriloviče Černyševského, Alexandra Ivanoviče Gercena a národnictví vůbec. Nakonec se rozhodl, že knězem nebude a seminář nedokončil.
Po odchodu ze semináře se roku 1871 přestěhoval do Petrohradu a začal studovat na veterinární fakultě Petrohradské lékařské chirurgické akademie. Byl fascinován bouřlivým společenským děním, navštěvoval revoluční studentské kroužky, četl práce Karla Marxe a zapojoval se do politických sporů. Věnoval se také vlastní tvorbě a v této době začaly vycházet tiskem jeho první povídky. Některé své první práce podepisoval pseudonymem Sibirjak (Sibiřan) a nakonec připojil tento pseudonym natrvalo ke svému jménu.
Roku 1876 opustil lékařskou akademii a rozhodl se studovat právo na Petrohradské univerzitě. Ani toto studium však nedokončil, jednak pro finanční těžkosti, jednak pro vážné zhoršení zdravotního stavu (tuberkulóza). Vrátil se proto roku 1877 zpět na Ural k rodičům, kde nemoc překonal. Následující roku zemřel jeho otec a celá tíha starostí o rodinu padla na něho. Přestěhoval se s rodinou do Jekatěrinburgu a zde se téhož roku oženil s Мarií Alexejevovou, která se mu stala rovněž vynikajícím poradcem v oblasti literárních záležitostí. Podnikal také časté výlety po Urale, na kterých se seznamoval se životem obyčejných lidí a studoval tamější historii a národopis.
Roku 1890 se rozvedl a oženil se s herečkou Jekatěrinburského činoherního divadla Marií Abramovou, se kterou se roku 1891 přestěhoval do Petrohradu. Zde Marie zemřela roku 1892 při porodu dcery Aljonušky (Alenky, resp. Jeleny). Ta se narodila těžce nemocná (byla postižena choreou, nervovou poruchou spočívající v mimovolních rychlých pohybech postihujících různé části těla) a její výchově věnoval spisovatel závěr svého života.
Počátkem srpna roku 1911 byl postižen krvácením do mozku, které mělo za následek ochrnutí paží a nohou. Zemřel v listopadu roku 1912, když znovu onemocněl zánětem pohrudnice. Byl pochován na Volkovském hřbitově v Petrohradě, roku 1914 zde byla pochována i jeho dcera.
Jeho literární dílo je žánrově velmi bohaté. Obsahuje romány, povídky, novely, eseje, pohádky i divadelní hry určené dospělým i dětem. Námětem jeho prací bylo především pronikání kapitalismu na Ural a s tím související rozklad právního povědomí a morálky. Hluboká znalost života lidu mu umožnila pravdivě zobrazit tíživou situaci dělníků a rolníků a odsoudit bohaté továrníky, kteří si neoprávněné činili nároky na přírodní zdroje regionu a na zneužívání tamějších lidi. Osudy jeho hrdinů jsou plně závislé na sociálně-ekonomických podmínkách tehdejší společnosti. Nádherné popisy uralské přírody jsou spojeny s jejím dopadem na život lidí a na jejich tragédie. Stal se tak zakladatelem ruského naturalismu a přineslo mu to přezdívku Ruský Zola. Bohatý faktografický materiál v jeho prózách ale někdy zpomaluje jejich dějovost, vždy je však výrazná jejich demokratická a humanistická tendence. Jeho práce pro děti a mládež se těšily ve své době velké oblibě.

## Dílo
- Старцы (1875, Starci), povídka z prostředí Uralu.
- Русалки (1876, Rusalky), povídka z prostředí Uralu.
- Тайны зеленого леса (1877, Tajemství zeleného lesa), povídka z Uralu.
- В водовороте страстей (1877, Ve viru vášní), poměrně myšlenkově slabý román vydaný pod pseudonymem Е. Tomskij.[5]
- От Урала до Москвы»(1881–1882, Z Uralu do Moskvy), cestopisné eseje.
- На рубеже Азии (1882, Na hranici Asie), skici z provinčního života.
- Приваловские миллионы (1883, Privalovské milióny), román podávající historii rodu jednoho uralského průmyslového magnáta, zobrazující proces kapitalizace hospodářského života v Rusku a zdůrazňující, že všechny filantropické způsoby boje s kapitalismem jsou předurčeny k zániku. Autor psal román deset let a patří k jeho nejznámějším dílům.[5]
- Горное гнездо (1884, Hornické hnízdo), román vykreslující typické postavy vyděračů, dobrodruhů a různých bezohledných podnikavců, kteří jsou schopni každé loupeže, podvodu i ukrutnosti, aby získali bohatství a moc.
- Дикое счастье (1884, Divoké štěstí), román o problémech života na Urale v době "zlaté horečky" způsobené rychlým rozvojem kapitalismu a objevováním nových zlatých ložisek.
- Емеля-охотник (1884, Lovec Emil), povídka pro mládež.
- В горах (1885, Na horách), pro děti
- Зеленая война (1885, Zelené vojna), pro děti.
- Кормилец (1885, Živitel), povídka pro děti ze života v uralských hutích.
- В каменном колодце (1885, V kamenné studni), pro děti.
- Зимовье на Студеной (1885), pro děti, česky jako Lesní chyše na Studené.
- Бурный поток (1886, Bouřlivý proud), později pod názvem На улице (Na ulici), román odehrávající se v Petrohradě v novinářských kruzích a zdůrazňující negativní povahu nemilosrdné tržní konkurence v sociální oblasti, kde morální jedinci jsou odsouzeni k utrpení i ke smrti.
- Золотопромышленники (1886), také jako На золотом дне (Na zlatém dně), divadelní hra, ve které se hlavní hrdinka, dcera zkrachovaného podnikatele, stane díky střetu s krutým chováním svého okolí také dravcem.
- Именинник (1888, Oslavenec), román z prostředí ruské inteligence, která se mnohdy marně snaží najít smysl života.
- Три конца (1890, Tři konce), románová kronika života na Urale v tamějších továrnách prvních patnáct let po zrušení nevolnictví zobrazující vztahy mezi třemi sociálními a etnickými skupinami v tovární osadě.
- Братья Гордеевы (1891, Bratři Gordějevovi), román odehrávající se ve čtyřicátých letec 19. století a vypráví o skupině uralských nevolnických chlapců, kteří byli posláni do Francie, aby se tam naučili pracovat v továrně.
- Малиновые горы (1891, Malinové hory), pro děti.
- Серая Шейка (1891, Šedokrčka), povídka pro děti o malé kachničce s pohmožděným křidélkem, která nemůže odletět s ostatními a zůstane sama přes zimu na zamrzlé řece, kde ji šťastnou náhodou objeví lovec a zachrání ji před zlou liškou.
- Золото (1892, Zlato), román ze života uralských těžařů a zlatokopů s jeho bezprávím, zaostalostí, nevzdělaností a ponížeností obyvatelstva připoutaného k továrnám.
- Охонины брови (1892, Ochonino obočí), historická novela o povstání dělníků v uralské továrně a jejich účasti na selské válce Jemeljana Pugačova.
- Зимовье на Студеной (1892), pro děti.
- Детские тени (1892–1893, Dětské stíny), příběhy pro děti.
- Весенние грозы (1893, Jarní bouře), román odehrávající se v zapadlém provinciálním městečku a sledující osudy dvou drobných úřednických rodin.
- Без названия (1893, Bez názvu), román o životě na farmě, kterou místní boháč zřídil pro zchudlou inteligenci.
- Черты из жизни Пепко (1894), autobiografický román vycházející z autorových studijních let v Petrohradě.
- Сказка про славного царя Гороха и его прекрасных дочерей царевну Кутафью и царевну Горошинку (1894, Pohádka o slavném caru Hrachovi a jeho krásných dcerách carevici Šmudličce a carevici Hrachovém zrnečku).
- Алёнушкины сказки (1894–1896, Alenčiny pohádky), česky také jako Helenčiny pohádky, pohádková vyprávění o chrabrém zajíčkovi, komárech a huňatém medvědovi Míšovi, o vrabci a okounu, o vráně a žlutém kanárkovi a další, které autor věnoval své dceři.
- Уральские рассказы (1895, Uralské povídky), sbírka povídek.
- Хлеб (1895, Chléb), román o hladomoru v uralských vesnicích zaviněném úpadkem tamějšího rolnictva, jehož příčinou byl průnik velkého kapitálu na venkov a nákup obrovského množství zrna, které bylo zpracováno na vodku.
- Ранние всходы (1896, První výhonky), román o dívce, která přijela do Petrohradu z dalekého újezdného městečka na ženské lékařské kurzy.
- Зарницы (1897), pro děti.
- Белое золото (1897, Bílé zlato), novela popisující nepředstavitelně primitivní způsob dobývání platiny na uralských nalezištích a jak touha po rychlém zbohatnutí ničí mezilidské vztahy.
- Легенды (1898, Legendy), baškirské, kazašské a kyrgyzské legendy Майя, Баймаган, Лебедь Хантыгая, Слёзы Царицы a Сказание о сибирском хане, старом Кучюме.
- Сибирские рассказы (1898, Sibiřské povídky), sbírka povádek..
- Общий любимец публики (1898, Oblíbenec široké veřejnosti), román, jehož hlavním hrdinou je brilantní právník, oblíbenec dam a duše společnosti městečka Sosonogorsk, který začal svou kariéru díky velkému věnu své manželky, hrubé obchodnice. Neočekávaně je obviněn z padělání bankovek (skrývá se za tím osobní msta) a je odsouzen do vyhnanství na Sibiř.
- По Уралу (1899), pro děti.
- Падающие звезды (1899, Padající hvězdy), román o stárnoucím petrohradském sochaři, vdovci, který žije sám se svou dospívající dcerou Anitou, která má tvář zohyzděnou od neštovic.
- Любовь куклы (1902, Láska panenky), novela.
- Из далекого прошлого (1902, Z dálné minulosti), kniha vzpomínek, ve kterém především popsal svou zkušenost s výukou v semináři (nesmyslné biflování, tělesné tresty, nevědomost učitelů, hrubost spolužáků atp.).
- Мумма (1907), povídka.
- Монетка (1910, Monětka), povídka.

## Filmové adaptace
- Серая Шейка (1948, Šedokrčka), ruský sovětský animovaný film, režie Leonid Amalrik a Vladimir Polkovnikov.
- Во власти золота (1957, Ve vlasti zlata), ruský sovětský film, režie Ivan Pravov.
- Приваловские миллионы (1972, Privalovské milióny), ruský sovětský film, režie Jaropolk Lapšin.
- Die priwalov'schen Millionen (1983, Privalovské milióny), šestidílný západoněmecký televizní seriál, režie Diethard Klante.
- Сказочка про Козявочку (1985), ruský sovětský animovaný film podle jedné z Alenčiných pohádek, režie Vladimir Petkevič.

## Česká vydání
- Z dětského světa, Jan Otto, Praha 1894, obsahuje autorovu povídku Pan Skorodochov (Господин Скороходов) ze sbírky Dětské stíny.
- Světlušky a jiné pohádky, Papežská knihtiskárna benediktinů rajhradských, Brno 1900, přeložil A. G. Stín.
- Legendy, Jan Otto, Praha 1903, přeložil A. G. Stín.
- Helenčiny pohádky, J. R. Vilímek, Praha 1903, přeložil Jindřich Veselovský, znovu 1920.
- Pohádky Mámina Sibirjaka, Nakladatelské družstvo Máje, Praha 1907, přeložil Anna Tesková pod pseudonymem Akim Set.
- Zelená vojna a jiné povídky, J. R. Vilímek, Praha 1909, přeložil Jindřich Veselovský, povídky pro děti.
- Živitel, Tiskový výbor Českoslovanské sociálně demokratické strany dělnické, Praha 1910.
- Sibiřské povidky, Jan Otto, Praha 1910, vybral a přeložil A. G. Stín.
- Dětské stíny, Romuald Promberger, Olomouc 1910, přeložil A. G. Stín.
- V kamenné studni, Lesní chyše na Studené, Tiskový výbor Českoslovanské sociálně demokratické strany dělnické, Praha 191.
- Povídky, dva díly, Josef Rašín, Praha 1911 a 1919, přeložil Jindřich Veselovský, příběhy pro dospělejší mládež.
- Malinové hory, Svítání, Praha 1918, přeložil M. Pravoslav, znovu Dorostový odbor Československého červeného kříže, Praha 1927.
- Zlato, románová příloha Národní politiky, Praha 1921, přeložil Vladimír Hrádek.
- Privalovské miliony, Alois Neubert, Praha 1921, přeložili J. K. Bečka a J. K. Zdichynec.
- Chléb, Alois Neubert, Praha 1922, přeložil J. K. Bečka.
- Divoké štěstí, Alois Neubert, Praha 1922, přeložil J. K. Bečka.
- Nové ruské povídky, František Borový, Praha 1923, přeložil František Šifter, obsahuje autorovu povídku Monětka.
- Ruská bohéma, Jan Otto, Praha 1925, přeložil Vincenc Červinka, obsahuje román Bratři Gordějevovi a povídky Ranní báťuška a Penízek.
- Prázdniny, Dorostový odbor Československého červeného kříže, Praha 1928, dvě povídky, znovu 1932.
- Černé ouško a Šedokrčka, Společnost Československého červeného kříže, Praha 1932,
- Alenčiny pohádky, Ústřední učitelské nakladatelství a knihkupectví, Brno 1941, přeložil Petr Denk.
- První hon, Tisk, Zlín 1945, přeložil Petr Denk.
- Šedokrčka a jiné povídky Svoboda, Praha 1946, přeložily Božena Pašková a Marie Hanusová, znovu SNDK, Praha 1956 .
- Privalovské miliony, Družstevní práce, Praha 1951, přeložil Otto Jahůdka.
- Zlato, Svoboda, Praha 1952, přeložila Tamara Sýkorová.
- Na horách, SNDK, Praha 1956, přeložila Milada Misárková.
- Dvě ruské pohádky, SNDK, Praha 1956, přeložil Miloš Matula, obsahuje autorovu Pohádku o slavném caru Hrachovi a jeho krásných dcerách carevici Šmudličce a carevici Hrachovém zrnečku.
- Na zlatém dně, Dilia, Praha 1961, přeložil Milan Horák.
- Medvídek a jiné příběhy, Albatros, Praha 1970, přeložila Marie Kornelová, povídky z divoké sibiřské přírody.
- Alenčiny pohádky, Albatros, Praha 1977, přeložila Anna Nováková.
- Bílé zlato, Albatros, Praha 1980, přeložila Eva Dolejšová, znovu 1985.